# Елена Бозова
Елена Бозова (родена на 19 март 1973 г.) е българска актриса и радиоводеща.

## Биография
През 1990 г. завършва 34-то СОУ „Адалберт Антонов Малчика“. Същата година е приета в ВИТИЗ „Кръстьо Сарафов“ в класа на професор Николина Георгиева със специалност Актьорско майсторство за куклен театър и завършва през 1994 г.

## Актьорска кариера
След завършването си през 1994 г. играе в дипломните спектакли на Съни Сънински по едноактните пиеси „Предложение“ и „Мечка“ на Антон Чехов, които се играят за период от две години.

## Кариера на озвучаваща актриса
Бозова започва озвучаващата си кариера след 1996 г. в продукции на Дисни за БНТ. Първият игрален сериал с нейно участие е „Палавата Сюзън“ с Брук Шийлдс за bTV.
Известна е с ролята си на Барт Симпсън в анимационния сериал „Семейство Симпсън“, като я поема след Здрава Каменова, а от 14-и сезон е заместена от Цветослава Симеонова. Също така Бозова озвучава Барт и в „Семейство Симпсън: Филмът“. Тя озвучава и част от женските роли в сериала „Моят живот - това си ти“ по Диема Фемили.

## Други дейности
Работи в Magic FM с ежедневен ефир от 11:00 до 15:00. Преди това работи в радио FM+ и Радио София.
В края на 2018 г. Бозова е войс овър на риалити предаването Vip Brother: Женско. 
На два пъти участва и в предаването „Черешката на тортата“.
Участва в "Конкретно с проф. Донев" (Камен Донев)